# 長浜市立余呉小学校
長浜市立余呉小学校（ながはましりつ よごしょうがっこう）は、かつて滋賀県長浜市にあった公立小学校。

## 沿革

### 年表
- 1873年（明治6年） - 琢器学校・責善学校・石屏学校が開校。
- 1886年（明治19年） - 3校を統合し、尋常科余呉小学校となる。
- 1887年（明治20年） - 簡易科川戸小学校を分離。
- 1888年（明治21年） - 尋常科中之郷小学校を分離。
- 1890年（明治23年） - 尋常科中之郷小学校と簡易科川戸小学校が統合、余呉尋常小学校となる。
- 1892年（明治25年） - 余呉尋常小学校・中之郷尋常小学校・川並尋常小学校に分離。
- 1909年（明治42年） - 3校を統合。高等科を併設し、余呉尋常高等小学校と改称。
- 1927年（昭和2年） - 講堂新築。
- 1941年（昭和16年）4月1日 - 余呉国民学校と改称。
- 1947年（昭和22年）4月1日 - 余呉村立余呉小学校と改称。
- 1957年（昭和32年） - モルタル建築の校舎を新築。
- 1971年（昭和46年）4月1日 - 伊香郡余呉村が町制施行したのに伴い、余呉町立余呉小学校と改称。
- 2005年（平成17年）4月1日 - 余呉町立片岡小学校・余呉町立丹生小学校を統合、現在の校地の新校舎へ移転。
- 2010年（平成22年）1月1日 - 伊香郡余呉町が長浜市に編入されたのに伴い、長浜市立余呉小学校と改称。
- 2018年（平成30年）4月1日 - 長浜市立鏡岡中学校と併合し、長浜市立余呉小中学校（愛称「鏡岡学園」）として開校。滋賀県内初の小中一貫教育の義務教育学校。

## 通学区域
- 旧・余呉町全域

卒業生は基本的に長浜市立鏡岡中学校へ進学する。

## 周辺
- 長浜市余呉支所
- 長浜市立鏡岡中学校
- 余呉郵便局
- 国道365号
- 余呉川
- 余呉湖

## 旧余呉小学校跡
現校舎から南方へ約2kmの滋賀県道284号杉本余呉線沿い（余呉バス 下余呉南バス停付近）に、モルタル建築の校舎や木造の講堂、運動場など、旧校舎が残っている。2024年に全て解体され、更地となった。
2023年、長浜市は校舎などの解体を条件に土地と建物を一般競争入札で一括売却することになった。

## 交通
- JR北陸本線 余呉駅から北東へ1.8km
- 余呉バス 余呉小学校にて下車